# Marsupella aurita
Marsupella aurita là một loài rêu tản trong họ Gymnomitriaceae. Loài này được (Lehm.) Sim miêu tả khoa học lần đầu tiên năm 1926.